# Наговицына, Елена Станиславовна
Еле́на Станисла́вовна Нагови́цына (род. 7 декабря 1982 года) — российская легкоатлетка, специализирующаяся на беге на длинные дистанции.

## Биография
Выступает за Удмуртию и Чувашию. Тренируется в Чебоксарах.
Чемпион России по бегу на 10000 м (Жуковский, 2011).
В 2012 году выиграла три серебра на дистанции 5000 м — в чемпионате России, в чемпионате России в помещении и в командном чемпионате России.
Квалифицировалась на Олимпиаду в Лондоне. На дистанции 5000 м с результатом 15:21,38 заняла 13-е место.
На чемпионате России в помещении 2013 года была второй. А на чемпионате России стала чемпионкой, получив лицензию на чемпионат мира.
На чемпионате мира в предварительном забеге показала результат 15:26,95 и квалифицировалась в финал. В финальном забеге 17.08.2013 на дистанции 5000 метров показала 9 время 15:24,83.
ЧЕ 2014 по легкой атлетике, бег 10000 метров, женщины, финал - Елена Наговицына (Россия) – 32.33,64 (10 результат)